# Gretl Aicher
Gretl Aicher (* 9. Juli 1928 in Salzburg; † 14. März 2012 ebenda) war eine österreichische Puppenspielerin und Theaterleiterin.

## Leben
Bereits 16-jährig begann Gretl Aicher mit dem Puppenspiel an dem 1913 von ihrem Großvater Anton Aicher gegründeten Salzburger Marionettentheater. In den Jahren 1944 und 1945 besuchte sie die Staatliche Meisterschule für Schnitzen, Malerei und Bühnenbild. Mit Beginn der 1950er Jahre übernahm Aicher nach und nach die Leitung einzelner Bereiche innerhalb des Theaters, so ab 1952 die Lichtregie, ab 1965 die Theaterschneiderei und ab 1967 die Verantwortung für die Bühne. Nach dem Tod ihres Vaters Hermann Aicher, der das Theater nach dem Tode Anton Aichers übernommen hatte, leitete sie ab 1977 bis zuletzt das gesamte Unternehmen.
Unter Gretl Aichers Ägide profilierte sich das Salzburger Marionettentheater zusehends auch international und ging ab 1991 auf Gastspielreisen nach New York, Paris und Tokio. In ihre Intendanzzeit fielen auch eine Reihe von Neuinszenierungen wie Così fan tutte, Hoffmanns Erzählungen oder Ein Sommernachtstraum. Aicher verstärkte die Zusammenarbeit mit bekannten Regisseuren wie Götz Friedrich und Gemeinschaftsproduktionen mit dem Salzburger Landestheater und den Salzburger Festspielen entstanden.
Die mehrfach ausgezeichnete Aicher war unverheiratet und kinderlos geblieben. 2010 war ihr eine Folge innerhalb der Dokumentarserie Wir sind Österreich gewidmet. Gretl Aicher starb 83-jährig überraschend an Herzversagen, in den Proben zu Der Ring des Nibelungen stehend.

## Auszeichnungen
- 1984: Verleihung des Berufstitels "Professor"
- 1988: Goldenes Ehrenzeichen des Landes Salzburg
- 1999: Österreichisches Ehrenkreuz für Wissenschaft und Kunst

Ferner war Gretl Aicher Trägerin des Goldenen Ehrenzeichens der Marktgemeinde Mattsee und Ehrenbürgerin von Nashville.